# Оксфорд (Мериленд)
Оксфорд (енгл. Oxford) град је у америчкој савезној држави Мериленд.

## Демографија
По попису из 2010. године број становника је 651, што је 120 (-15,6%) становника мање него 2000. године.
| Група             | 2000.       | 2010.       |
| Белци             | 711 (92,2%) | 596 (91,6%) |
| Афроамериканци    | 49 (6,4%)   | 35 (5,4%)   |
| Азијати           | 1 (0,1%)    | 4 (0,6%)    |
| Хиспаноамериканци | 5 (0,6%)    | 3 (0,5%)    |
| Укупно            | 771         | 651         |